# М-77
М-77 — советская малая подводная лодка серии VI-бис, М — «Малютка», заводской номер 61, заложена под наименованием М-85.

## История строительства
Заложена 10 марта 1934 года (по другим данным — в октябре 1934 года) на заводе № 196 в Ленинграде под строительным номером 61/294 и наименованием М-85. 21 марта 1936 года подводная лодка спущена на воду, и 19 июня 1936 года вошла в состав Краснознаменного Балтийского флота. (По другим данным корабль заложен на заводе № 198 (им. Марти) в Николаеве, в 1935 году в разобранном виде по железной дороге перевезен на завод № 194 (Судомех) в Ленинграде, где был спущен на воду).

## История службы
В июне 1936 года получила обозначение М-77. В годы Советско-финской войны совершила несколько боевых походов, имела безрезультатное столкновение с финским самолётом.
В годы Великой Отечественной войны совершила 14 боевых походов, в которых провела 61 сутки. В торпедные атаки не выходила, неоднократно использовалась для высадки разведывательно-диверсионных групп и для обеспечения высадок десанта.
Во время Великой Отечественной войны и блокады Ленинграда, с 1943 по 1944 год, вела разведку, наблюдала за подходами к базам, коммуникациям, побережьям, островам противника и проводила различные операции в составе Краснознамённой Ладожской военной флотилии на Ладожском озере.
Вскоре после войны была разделана на металл.

## Командиры
1. Субботин, Григорий Афанасьевич (ноябрь 1935 — май 1938)
2. Агашин Николай Сидорович (4 июля 1938 — 10 февраля 1939)
3. Морозов Никифор Павлович (10 февраля 1939 — 16 июля 1939)
4. Чемоданов Александр Ефремович (16 июля 1939 — 7 декабря 1940)
5. старший лейтенант Хлюпин Николай Алексеевич (7 декабря 1940 — июль 1941)
6. Костылев Лев Николаевич (31 июля 1941 — 29 июля 1942)
7. Карташев Николай Иванович (29 июля 1942 — 14 апреля 1943)
8. Татаринов Иван Михайлович (23 мая 1943 — 24 сентября 1946)